# Gidget Gein
Gidget Gein, de son vrai nom Bradley Stewart, né le 11 septembre 1969 à Hollywood en Floride et mort le 8 octobre 2008 à Burbank en Californie, est un musicien et plasticien américain. Il est notamment célèbre pour être un ancien bassiste du groupe Marilyn Manson avec lequel il a collaboré jusqu'à l'enregistrement du premier album.

## Biographie
Bradley Stewart est né le 11 septembre 1969 à Hollywood en Floride. Sa mère est enseignante dans une école catholique et son père officier de police. Durant son enfance, il apprend la guitare auprès d'un prêtre.
En 1990, le groupe Marilyn Manson, encore à ses débuts, renvoie leur bassiste Brian Tutunik qui travaillait depuis peu pour eux sous le nom de Olivia Newton Bundy. Brad Stewart est engagé pour le remplacer. Marilyn Manson le rebaptise Gidget Gein, une combinaison du prénom Gidget (un personnage de série TV) et du nom de Ed Gein (un assassin et nécrophile américain).
Très bien intégré dans le groupe, Gidget a composé avec le guitariste Daisy Berkowitz bon nombre des titres de Marilyn Manson de l'époque, notamment ceux figurants sur l'album Portrait Of An American Family.
En parallèle, il développe une importante addiction à l'héroïne. Il commence à manquer les répétitions - parfois même les concerts - et a de plus en plus de mal à jouer. Il frôle plusieurs fois la mort lors d'overdoses répétées. Après plusieurs vaines tentatives de lui venir en aide, Manson le renvoie du groupe en 1993 et le remplace par le bassiste Twiggy Ramirez. Gein ne fait plus partie du groupe quand sort, un an plus tard, l'album sur lequel il avait travaillé.
À la suite de cet événement, il décide de se reprendre en main. Il soigne son addiction et se lance dans divers projets artistiques. Il déménage à New York en 1996 et fonde notamment le groupe The Dali Gaggers. En 2003, il renoue avec Marilyn Manson avec qui il partage sa passion pour les Arts Plastiques. Il était resté en contact avec certains membres du groupe, notamment avec Madonna Wayne Gacy. Manson lui propose un rôle dans le clip (s)AINT réalisé par la cinéaste italienne Asia Argento. Gein y joue un travesti qui injecte du speed à Manson, référence à l'ancienne addiction qui lui avait valu son renvoi.
Malheureusement, Gidget Gein renoue avec les drogues. Il décède d'une overdose d'héroïne le 8 octobre 2008 à Los Angeles. Il avait trente-neuf ans et était en train d'enregistrer un album.